# Cattedrali nell'Ontario
Questa è una lista delle cattedrali, nella provincia dell'Ontario in Canada.

## Cattedrali
| Città              | Cattedrale                                             | Chiesa                                    | Arcidiocesi o Diocesi                                      | Immagine |
| ------------------ | ------------------------------------------------------ | ----------------------------------------- | ---------------------------------------------------------- | -------- |
| Cambridge          | Cattedrale di San Matteo                               | Chiesa anglicana indipendente del Canada  | Sinodo della chiesa anglicana indipendente del Canada      |          |
| Cornwall           | Concattedrale della Natività della Beata Vergine Maria | Chiesa cattolica                          | Arcidiocesi di Ottawa-Cornwall                             |          |
| Hamilton           | Cattedrale di Cristo Re                                | Chiesa cattolica                          | Diocesi di Hamilton                                        |          |
| Hamilton           | Cattedrale di Christ's Church                          | Chiesa anglicana                          | Diocesi di Niagara                                         |          |
| Hearst             | Cattedrale dell'Assunzione di Maria                    | Chiesa cattolica                          | Diocesi di Hearst-Moosonee                                 |          |
| Kenora             | Cattedrale di Sant'Albano                              | Chiesa anglicana                          | Diocesi di Keewatin                                        |          |
| Kingston           | Cattedrale dell'Immacolata Concezione                  | Chiesa cattolica                          | Arcidiocesi di Kingston                                    |          |
| Kingston           | Cattedrale di San Giorgio                              | Chiesa anglicana                          | Diocesi di Ontario                                         |          |
| London             | Cattedrale di San Pietro                               | Chiesa cattolica                          | Diocesi di London                                          |          |
| London             | Cattedrale di San Paolo                                | Chiesa anglicana                          | Diocesi di Huron                                           |          |
| Moosonee           | Concattedrale di Cristo Re                             | Chiesa cattolica                          | Diocesi di Hearst-Moosonee                                 |          |
| North Bay          | Pro-cattedrale dell'Assunzione                         | Chiesa cattolica                          | Diocesi di Sault Sainte Marie                              |          |
| Ottawa             | Cattedrale di Nostra Signora                           | Chiesa cattolica                          | Arcidiocesi di Ottawa-Cornwall                             |          |
| Ottawa             | Cattedrale di Christ Church                            | Chiesa anglicana                          | Diocesi di Ottawa                                          |          |
| Ottawa             | Cattedrale dell'Annunciazione                          | Chiesa anglicana cattolica del Canada     | Diocesi del Canada                                         |          |
| Ottawa             | Cattedrale della Santa Trinità                         | Chiesa ortodossa                          | Diocesi ortodossa carpato-russa americana                  |          |
| Ottawa             | Cattedrale della Santa Annunciazione e San Nicola      | Chiesa ortodossa in America               | Arcidiocesi del Canada                                     |          |
| Ottawa             | Cattedrale di Sant'Elia                                | Chiesa greco-ortodossa di Antiochia       | Arcidiocesi ortodossa antiochena del Nord America          |          |
| Pembroke           | Cattedrale di Santa Columbilla                         | Chiesa cattolica                          | Diocesi di Pembroke                                        |          |
| Peterborough       | Cattedrale di San Pietro in Vincoli                    | Chiesa cattolica                          | Diocesi di Peterborough                                    |          |
| Saint Catharines   | Cattedrale di Santa Caterina d'Alessandria             | Chiesa cattolica                          | Diocesi di Saint Catharines                                |          |
| Sault Sainte Marie | Cattedrale del Preziosissimo Sangue                    | Chiesa cattolica                          | Diocesi di Sault Sainte Marie                              |          |
| Temiskaming Shores | Cattedrale di                                          | Chiesa episcopale riformata               | Diocesi del Canada Centrale e Orientale                    |          |
| Thunder Bay        | Cattedrale di San Patrizio                             | Chiesa cattolica                          | Diocesi di Thunder Bay                                     |          |
| Timmins            | Cattedrale di Sant'Antonio di Padova                   | Chiesa cattolica                          | Diocesi di Timmins                                         |          |
| Toronto            | Cattedrale di San Michele                              | Chiesa cattolica                          | Arcidiocesi di Toronto                                     |          |
| Toronto            | Cattedrale di San Giosafat                             | Chiesa greco-cattolica ucraina            | Eparchia di Toronto degli Ucraini                          |          |
| Toronto            | Cattedrale della Natività della Madre di Dio           | Chiesa greco-cattolica rutena             | Esarcato apostolico dei Santi Cirillo e Metodio di Toronto |          |
| Toronto            | Cattedrale di Mar Addai                                | Chiesa cattolica caldea                   | Eparchia di Mar Addai di Toronto                           |          |
| Toronto            | Cattedrale di San Giovanni                             | Chiesa cattolica nazionale polacca        | Diocesi canadese                                           |          |
| Toronto            | Cattedrale di San Giacomo                              | Chiesa anglicana                          | Diocesi di Toronto                                         |          |
| Toronto            | Cattedrale dell'Annunciazione di Maria                 | Patriarcato ecumenico di Costantinopoli   | Arcidiocesi greco-ortodossa del Canada                     |          |
| Toronto            | Cattedrale della Santa Trinità                         | Chiesa ortodossa russa fuori dalla Russia | Diocesi del Canada                                         |          |
| Toronto            | Cattedrale di Cristo Salvatore                         | Chiesa ortodossa in America               | Arcidiocesi del Canada                                     |          |
| Toronto            | Cattedrale di San Clemente di Ocrida                   | Chiesa ortodossa macedone                 | Diocesi ortodossa macedone americano-canadese              |          |
| Toronto            | Cattedrale di San Vladimiro                            | Chiesa ortodossa ucraina del Canada       | Arcidiocesi di Toronto e del Canada Orientale              |          |
| Toronto            | Cattedrale dei Santi Cirillo e Metodio                 | Chiesa ortodossa bulgara                  | Diocesi di Stati Uniti, Canada e Australia                 |          |